# Karl Egon von Ebert
Karl Egon von Ebert, född den 5 juni 1801 i Prag, Böhmen, Kejsardömet Österrike, död där den 24 oktober 1882, var en tysk- böhmisk skald.
Ebert, som sedan 1848 var hovråd, var mycket produktiv både som epiker, lyriker och dramatiker (Dichtungen, 1824; 3:e upplagan 1845, och Wlasta, heldengedicht, 1829 med flera), men höjde sig knappast över epigonstadiet. Hans Poetische werke utkom samlade 1877.